# Salvadore Cammarano
Salvadore Cammarano (Napoli, 19 marzo 1801 – Napoli, 17 luglio 1852) è stato un librettista e commediografo italiano.
Fu un drammaturgo per musica italiano del periodo romantico. Abbandonata l'attività di commediografo nel 1834, scrisse quasi quaranta libretti, collaborando con alcuni tra i maggiori operisti italiani del tempo.

## Biografia
Uomo di teatro espertissimo, Cammarano fu drammaturgo intelligente e moderno, sempre attento alle ragioni della musica e al particolare statuto formale e funzionale del melodramma. Con Lucia di Lammermoor, che sancì l'inizio della fondamentale collaborazione con Gaetano Donizetti, il poeta produsse la prima forma compiuta di dramma per musica romantico in Italia, proponendo atmosfere cupe e sinistre, situazioni violente, psicologie inquietanti e morbose, suggestioni lunari e a tratti macabre, il tutto con un ritmo narrativo serrato e avvincente.
I suoi versi, che possiedono una musicalità sempre tornita e raffinata, non hanno una facilità popolare ma dispiegano un'ampia gamma espressiva, dalle tinte elegiache e leopardiane dei cantabili alla focosa energia delle cabalette, dalla solenne gravità di certe scene corali ai dialoghi spezzati di ascendenza alfieriana, in un continuum policromo ed elegante, sempre estremamente coerente. Il tessuto poetico cammaraniano è inoltre ricco di significativi richiami intertestuali (segno di una conoscenza letteraria straordinariamente vasta e variegata), ed anche le forme metriche vi risultano impiegate con estrema coscienza artistica e drammaturgica.
I singoli atti di ventidue dei suoi libretti, dalla Lucia di Lammermoor al Trovatore, sono caratteristicamente titolati: ciascuna intitolazione evidenzia immediatamente l'evento, il personaggio o l'elemento spazio-temporale su cui s'impernia l'atto.
Morì subito dopo aver completato il suo ultimo libretto, Il trovatore per Giuseppe Verdi, che rientra a pieno titolo tra i capolavori del genere. Erroneamente ritenuto incompiuto, esso fu invece più semplicemente integrato con alcune aggiunte di Leone Emanuele Bardare (tra cui il cantabile del Conte, "Il balen del suo sorriso", in II.3, e quello di Leonora, "D'amor sull'ali rosee", in IV.1). Questi interventi furono richiesti dall'operista, cui si deve inoltre il taglio di alcuni lacerti di verso nella scena finale.
La prematura scomparsa di Cammarano impedì che la collaborazione con Verdi continuasse nel segno di Shakespeare, con una riduzione operistica del Re Lear. Il libretto, di cui era stata delineata solo la struttura, fu successivamente composto da Antonio Somma, ma l'operista non lo musicò.

## Libretti
1834
- La sposa (Egisto Vignozzi)

1835
- Ines de Castro (Giuseppe Persiani), in collaborazione con Giovanni Emanuele Bidera
- Un matrimonio per ragione (Giuseppe Staffa)
- Lucia di Lammermoor (Gaetano Donizetti)

1836
- Belisario (Gaetano Donizetti)
- L'assedio di Calais (Gaetano Donizetti)
- Eufemio di Messina (Giuseppe Persiani), rifacimento dell'omonimo libretto di Felice Romani

1837
- Pia de' Tolomei (Gaetano Donizetti)
- Roberto Devereux (Gaetano Donizetti)

1838
- Maria de Rudenz (Gaetano Donizetti)
- Poliuto (Gaetano Donizetti), rappresentata nel 1848
- Elena da Feltre (Saverio Mercadante)

1839
- I ciarlatani (Luigi Cammarano)
- Il Conte di Chalais (Giuseppe Lillo)

1840
- Cristina di Svezia (Alessandro Nini)
- Saffo (Giovanni Pacini)
- La Vestale (Saverio Mercadante)

1841
- Luigi Rolla (Federico Ricci)

1842
- Il proscritto (Saverio Mercadante)
- La fidanzata corsa (Giovanni Pacini)

1843
- Maria di Rohan (Gaetano Donizetti)
- Il reggente (Saverio Mercadante)
- Ester d'Engaddi (Achille Peri)
- Il ravvedimento (Luigi Cammarano)

1845
- Bondelmonte (Giovanni Pacini)
- Alzira (Giuseppe Verdi)
- Il Vascello de Gama (Saverio Mercadante)
- Stella di Napoli (Giovanni Pacini)

1846
- Orazi e Curiazi (Saverio Mercadante)

1847
- Merope (Giovanni Pacini)
- Eleonora Dori (Vincenzo Battista)

1849
- La battaglia di Legnano (Giuseppe Verdi)
- Luisa Miller (Giuseppe Verdi)

1850
- Virginia (Saverio Mercadante), rappresentata nel 1866
- Non v'è fumo senza fuoco (Luigi Cammarano)

1851
- Malvina di Scozia (Giovanni Pacini)
- Folco d'Arles (Nicola De Giosa)
- Medea (Saverio Mercadante), rifacimento dell'omonimo libretto di Felice Romani

1853
- Il trovatore (Giuseppe Verdi)

Cammarano, inoltre, scrisse quattro nuove scene per la Donna del lago di Andrea Leone Tottola per la musica di Gioachino Rossini (1834), una nuova scena per l'Anna Bolena di Romani per la musica di Donizetti (1834) e un nuovo terzo atto per la Francesca Donato dello stesso Romani per la musica di Mercadante (1845).